# Hillevi Hofmann

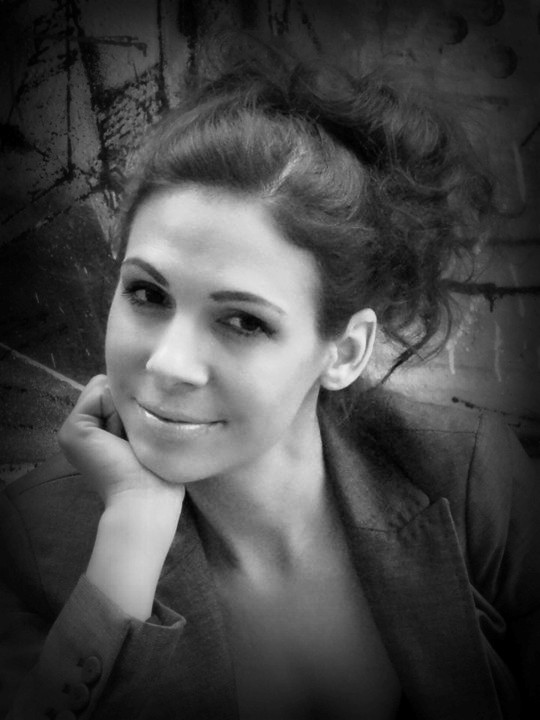
Hillevi Eva Hofmann (2015)

Hillevi Eva Hofmann (* 6. Oktober 1972 in Kopenhagen) ist eine österreichische Schauspielerin, Regisseurin und Journalistin.

## Leben und Wirken
Hillevi Hofmann ist die Tochter des Künstlers Gert Maria Hofmann und lebte während ihrer ersten vier Lebensjahre in Stockholm. Nach dem Abschluss des musischen Oberstufengymnasiums in Bad Aussee im Jahr 1993 studierte sie bis 1994 Grafikdesign in Linz und begann anschließend an der Universität Wien Theater-, Film- und Medienwissenschaften sowie Publizistik (Abschluss 1997) zu studieren.
Ihre künstlerische Ausbildung begann parallel zum Studium 1994 bei Michael Mohapp am Graumanntheater und bei Gerhard Paukner im House of Movements and Entertainment (H.O.M.E:), wo sie auch die Bühnenreifeprüfung ablegte.
Sie gründete zwei Theatergruppen, das Sternenstaub Theater und das TragiCom.
2016 begann sie als Redakteurin und Theaterkritikerin beim Online-Magazin SCHiCK. Seit Juni 2017 ist sie auch als Redakteurin bei der Wiener Tageszeitung Heute tätig – anfangs im Bereich Szene/Kultur, seit Mitte August 2017 im Bereich „Red Carpet“ (Prominenten-Berichte). Im Mai 2018 wechselte sie in die Online-Redaktion der Tageszeitung Kurier und schreibt für die Sparte „Stars“. Seit 2019 Gründerin, Herausgeberin und Chefredakteurin des Online-Kulturmagazins Critical Minds mit einer jährlichen Printausgabe.

## Theater

### Schauspiel
Salzburger Festspiele
- 1994: „Die Riesen vom Berge“, (Puppe), Regie: Luca Ronconi, Pernerinsel
- 1995: „Der Kirschgarten“, (Gast, Tänzerin), Regie: Peter Stein, Landestheater Salzburg
- 1996: „Ein Sommernachtstraum“, (Die Kleinere), Regie: Leander Haussmann, Felsenreitschule
- 1996: „Elektra“, (Schleppenträgerin), Dirigent: Lorin Maazel, Großes Festspielhaus
- 1997: „Mitridate“, (Mozart) Inszenierung: John Miller, Dirigent: R. Norrington, Kleines Festspielhaus
- 1997: „Wozzeck“, (Dirne, Tänzerin), Regie: Peter Stein, Großes Festspielhaus

Graumanntheater/Theater Akzent
- 1994: „Endstation Mensch“, (Model, Nutte, Braut), Regie: Gerhard Paukner, Theater Akzent, Wien
- 1994: „Endstation Mann“, (Model, Khali, Mutter, Braut), Regie: G.P./ H.O.M.E-Theater
- 1994: „Fünf Stücke für Herbert“, (Patientin, Arbeitslose), Regie: Hillevi Eva Hofmann & Co
- 1995: „Dentabest“, (Das Mädchen), Regie und Buch: Hillevi Hofmann
- 1996: „Pterodactylus“ von Sybille Berg, (Emma), Regie: Hillevi Hofmann

Sternenstaub Theater
- 2005: „Ein Sommernachtstraum“, (Philostrat), Regie: Hillevi Hofmann
- 2006: „Romeo und Julia“, (Erzählerin/Prolog), Regie: Hillevi Hofmann
- 2007: „Der kleine Prinz“, Regie: Hillevi Hofmann

Retzer Theatersommer
- 2004: „Romeo und Julia“, (Amme), Regie: Marius Schiener

Theater in der Josefstadt
- 2013: „Hochzeit auf Italienisch – Filumena Marturano“, (verschiedene Rollen), Regie: Thomas Birkmeir[4]

### Regie
- 1995: „Fünf Stücke für Herbert“, H.O.M.E.-Theater
- 1996: „Dentabest“, H.O.M.E.-Theater
- 2003: „Ein Sommernachtstraum“, Sternenstaub Theater-Produktion
- 2004: „Romeo und Julia“, Sternenstaub Theater-Produktion
- 2005: „Der kleine Prinz“, Sternenstaub Theater-Produktion

## Filmografie

### Fernsehen
- 1996: „Alle meine Töchter“, Folge: Überraschung in Nizza (Casino Gast)
- 1999: „Tatort – Absolute Diskretion“, (Gast im Restaurant)
- 2000: „Tatort: Der Millenniumsmörder“, (Stripperin), Regie: Thomas Roth
- 2001: „Tatort: Nichts mehr im Griff“, (Anwältin), Regie: Walter Bannert
- 2010: „Meine Oma ist die Beste“, (Kellnerin), Regie: Sigi Rothemund
- 2012: „Die lange Welle hinterm Kiel“; (armes Dorfmädchen)
- 2013: „Tatort: Zwischen den Fronten“, (BKA Beamtin), Regie: Harald Sicheritz
- 2013: „Cop Stories“' – Alles Liebe, 2. Staffel, (Bankangestellte/Geisel), Regie: Christopher Schier
- 2015: „Vorstadtweiber“, 2. Staffel, (Schwester Babsi), Regie: Harald Sicheritz
- 2015: „Universum History: Olympia 1936 – Der verratene Traum“, Regie: Rachel[5]
- 2016: „Die Stille danach“, (Polizistin), Regie: Nikolaus Leytner
- 2016: „Das Sacher“, (Hebamme), Regie: Robert Dornhelm
- 2017: „Maximilian – Das Spiel von Macht und Liebe“ (Köchin), Regie: Andreas Prochaska

### Film
- 1995: „Prince Malko“, Le Cartel de Sebastopol, (Mafiabraut), Regie: Terra Film, Castello
- 2000: „Kaliber Deluxe“, (Maria Adamek/Leiche), Regie: Thomas Roth
- 2005: „Französisch mit Jacqueline“, (Jaqueline/Nutte), Regie: Wolfgang Ritzberger
- 2010: „Meine Oma ist die Beste“, Regie: Sigi Rothemund
- 2013: „Graf Falkenstein“, (Witwe Bolte), Regie: Florian Nelwek
- 2015: „Drei Eier im Glas“, (Journalistin), Regie: Antonin Svoboda
- 2015: „Mission Impossible 5“, (Operngast), Regie: Christopher McQuarrie
- 2015: „Jack“, (Leiche), Regie: Elisabeth Scharang
- 2017: „Die Hölle – Inferno“, (Leiche), Regie: Stefan Ruzowitzky

## Publikation
- Butter, Spinne & Maria – Life is a story, 1. Auflage, Verlag story.one publishing, Wien Jänner 2021. ISBN 978-3-99087-746-3.